# Кубок Англії з футболу 1992—1993
Кубок Англії з футболу 1992—1993 — 112-й розіграш найстарішого футбольного турніру у світі, Кубка виклику Футбольної Асоціації, також відомого як Кубок Англії.

## Перший раунд
| Дата                      | Господарі                | Рахунок      | Гості                  |
| ------------------------- | ------------------------ | ------------ | ---------------------- |
| ---                       | Свонсі Сіті              | +:-          | Мейдстоун Юнайтед      |
| 14 листопада              | Йорк Сіті                | 1:3          | Стокпорт Каунті        |
| 14 листопада              | Вікем Вондерерз          | 3:1          | Мертір-Тідвіл          |
| 14 листопада              | Вокінг                   | 3:2          | Нанітон Боро           |
| 14 листопада              | Віган Атлетік            | 3:1          | Карлайл Юнайтед        |
| 14 листопада              | Вест-Бромвіч Альбіон     | 8:0          | Айлесбері Юнайтед      |
| 14 листопада              | Торкі Юнайтед            | 2:5          | Йовіл Таун             |
| 14 листопада              | Саттон Юнайтед           | 1:2          | Герефорд Юнайтед       |
| 14 листопада              | Сент-Олбанс Сіті         | 1:2          | Челтнем Таун           |
| 14 листопада              | Соліхалл Боро            | 2:2          | Регбі Таун             |
| 25 листопада Перегравання | Регбі Таун               | 2:1          | Соліхалл Боро          |
| 14 листопада              | Шрусбері Таун            | 3:1          | Менсфілд Таун          |
| 14 листопада              | Сканторп Юнайтед         | 0:0          | Гаддерсфілд Таун       |
| 25 листопада Перегравання | Гаддерсфілд Таун         | 2:1          | Сканторп Юнайтед       |
| 14 листопада              | Ротергем Юнайтед         | 4:0          | Волсолл                |
| 14 листопада              | Нортгемптон Таун         | 3:1          | Фулгем                 |
| 14 листопада              | Марлоу                   | 3:3          | Солсбері Сіті          |
| 5 грудня Перегравання     | Солсбері Сіті            | 2:2 пен. 3:4 | Марлоу                 |
| 14 листопада              | Мерайн                   | 4:1          | Галіфакс Таун          |
| 14 листопада              | Маклсфілд Таун           | 0:0          | Честерфілд             |
| 25 листопада Перегравання | Честерфілд               | 2:2 пен. 2:3 | Маклсфілд Таун         |
| 14 листопада              | Лінкольн Сіті            | 0:0          | Стаффорд Рейнджерс     |
| 25 листопада Перегравання | Стаффорд Рейнджерс       | 2:1          | Лінкольн Сіті          |
| 14 листопада              | Кінгстоніан              | 1:1          | Пітерборо Юнайтед      |
| 4 грудня Перегравання     | Пітерборо Юнайтед        | 1:0          | Кінгстоніан            |
| 14 листопада              | Джиллінгем               | 3:2          | Кеттерінг Таун         |
| 14 листопада              | Ексетер Сіті             | 1:0          | Кіддермінстер Гарріерз |
| 14 листопада              | Донкастер Роверз         | 1:2          | Гартліпул Юнайтед      |
| 14 листопада              | Дарлінгтон               | 1:2          | Галл Сіті              |
| 14 листопада              | Дагенем енд Редбрідж     | 4:5          | Лейтон Орієнт          |
| 14 листопада              | Кру Александра           | 6:1          | Рексем                 |
| 14 листопада              | Колчестер Юнайтед        | 4:0          | Слау Таун              |
| 14 листопада              | Честер Сіті              | 1:1          | Олтрінгем              |
| 25 листопада Перегравання | Олтрінгем                | 2:0          | Честер Сіті            |
| 14 листопада              | Кардіфф Сіті             | 2:3          | Бат Сіті               |
| 14 листопада              | Бері                     | 2:0          | Віттон Альбіон         |
| 14 листопада              | Бернлі                   | 2:1          | Скарборо               |
| 14 листопада              | Брайтон енд Гоув Альбіон | 2:0          | Хейєс                  |
| 14 листопада              | Бредфорд Сіті            | 1:1          | Престон Норт-Енд       |
| 25 листопада Перегравання | Престон Норт-Енд         | 4:5          | Бредфорд Сіті          |
| 14 листопада              | Борнмут                  | 0:0          | Барнет                 |
| 25 листопада Перегравання | Барнет                   | 1:2          | Борнмут                |
| 14 листопада              | Болтон Вондерерз         | 2:1          | Саттон Юнайтед         |
| 14 листопада              | Блайт Спартанс           | 1:2          | Саутпорт               |
| 14 листопада              | Блекпул                  | 1:1          | Рочдейл                |
| 25 листопада Перегравання | Рочдейл                  | 1:0          | Блекпул                |
| 14 листопада              | Аккрінгтон Стенлі        | 2:1          | Гейтсхед               |
| 15 листопада              | Сток Сіті                | 0:0          | Порт Вейл              |
| 24 листопада Перегравання | Порт Вейл                | 3:1          | Сток Сіті              |
| 15 листопада              | Редінг                   | 1:0          | Бірмінгем Сіті         |
| 15 листопада              | Доркінг                  | 2:3          | Плімут Аргайл          |

## Другий раунд
До другого раунду увійшли переможці першого раунду. 
| Дата                   | Господарі                | Рахунок | Гості                    |
| ---------------------- | ------------------------ | ------- | ------------------------ |
| 5 грудня               | Йовіл Таун               | 0:0     | Герефорд Юнайтед         |
| 16 грудня Перегравання | Герефорд Юнайтед         | 1:2     | Йовіл Таун               |
| 5 грудня               | Ротергем Юнайтед         | 1:0     | Галл Сіті                |
| 5 грудня               | Редінг                   | 3:0     | Лейтон Орієнт            |
| 5 грудня               | Мерайн                   | 3:2     | Стаффорд Рейнджерс       |
| 5 грудня               | Маклсфілд Таун           | 0:2     | Стокпорт Каунті          |
| 5 грудня               | Джиллінгем               | 1:1     | Колчестер Юнайтед        |
| 16 грудня Перегравання | Колчестер Юнайтед        | 2:3     | Джиллінгем               |
| 5 грудня               | Челтнем Таун             | 1:1     | Борнмут                  |
| 16 грудня Перегравання | Борнмут                  | 3:0     | Челтнем Таун             |
| 5 грудня               | Бернлі                   | 1:1     | Шрусбері Таун            |
| 15 грудня Перегравання | Шрусбері Таун            | 1:2     | Бернлі                   |
| 5 грудня               | Брайтон енд Гоув Альбіон | 1:1     | Вокінг                   |
| 16 грудня Перегравання | Вокінг                   | 1:2     | Брайтон енд Гоув Альбіон |
| 5 грудня               | Болтон Вондерерз         | 4:0     | Рочдейл                  |
| 5 грудня               | Олтрінгем                | 1:4     | Порт Вейл                |
| 5 грудня               | Аккрінгтон Стенлі        | 1:6     | Кру Александра           |
| 6 грудня               | Вікем Вондерерз          | 2:2     | Вест-Бромвіч Альбіон     |
| 15 грудня Перегравання | Вест-Бромвіч Альбіон     | 1:0     | Вікем Вондерерз          |
| 6 грудня               | Гартліпул Юнайтед        | 4:0     | Саутпорт                 |
| 6 грудня               | Бредфорд Сіті            | 0:2     | Гаддерсфілд Таун         |
| 6 грудня               | Бат Сіті                 | 2:2     | Нортгемптон Таун         |
| 15 грудня Перегравання | Нортгемптон Таун         | 3:0     | Бат Сіті                 |
| 9 грудня               | Регбі Таун               | 0:0     | Марлоу                   |
| 16 грудня Перегравання | Марлоу                   | 2:0     | Регбі Таун               |
| 9 грудня               | Плімут Аргайл            | 3:2     | Пітерборо Юнайтед        |
| 15 грудня              | Віган Атлетік            | 1:1     | Бері                     |
| 2 січня Перегравання   | Бері                     | 1:0     | Віган Атлетік            |
| 15 грудня              | Ексетер Сіті             | 2:5     | Свонсі Сіті              |

## Третій раунд
| Дата                  | Господарі                | Рахунок      | Гості                   |
| --------------------- | ------------------------ | ------------ | ----------------------- |
| 2 січня               | Йовіл Таун               | 1:3          | Арсенал                 |
| 2 січня               | Вімблдон                 | 0:0          | Евертон                 |
| 12 січня Перегравання | Евертон                  | 1:2          | Вімблдон                |
| 2 січня               | Вест-Бромвіч Альбіон     | 0:2          | Вест Гем Юнайтед        |
| 2 січня               | Вотфорд                  | 1:4          | Вулвергемптон Вондерерз |
| 2 січня               | Тоттенгем Готспур        | 5:1          | Марлоу                  |
| 2 січня               | Свонсі Сіті              | 1:1          | Оксфорд Юнайтед         |
| 12 січня Перегравання | Оксфорд Юнайтед          | 2:2 пен. 4:5 | Свонсі Сіті             |
| 2 січня               | Шеффілд Юнайтед          | 2:2          | Бернлі                  |
| 12 січня Перегравання | Бернлі                   | 2:4          | Шеффілд Юнайтед         |
| 2 січня               | Олдем Атлетік            | 2:2          | Транмер Роверз          |
| 12 січня Перегравання | Транмер Роверз           | 3:0          | Олдем Атлетік           |
| 2 січня               | Ньюкасл Юнайтед          | 4:0          | Порт Вейл               |
| 2 січня               | Манчестер Сіті           | 1:1          | Редінг                  |
| 13 січня Перегравання | Редінг                   | 0:4          | Манчестер Сіті          |
| 2 січня               | Лідс Юнайтед             | 1:1          | Чарльтон Атлетік        |
| 13 січня Перегравання | Чарльтон Атлетік         | 1:3          | Лідс Юнайтед            |
| 2 січня               | Гартліпул Юнайтед        | 1:0          | Крістал Пелес           |
| 2 січня               | Джиллінгем               | 0:0          | Гаддерсфілд Таун        |
| 13 січня Перегравання | Гаддерсфілд Таун         | 2:1          | Джиллінгем              |
| 2 січня               | Дербі Каунті             | 2:1          | Стокпорт Каунті         |
| 2 січня               | Брайтон енд Гоув Альбіон | 1:0          | Портсмут                |
| 2 січня               | Брентфорд                | 0:2          | Грімсбі Таун            |
| 2 січня               | Болтон Вондерерз         | 2:2          | Ліверпуль               |
| 13 січня Перегравання | Ліверпуль                | 0:2          | Болтон Вондерерз        |
| 2 січня               | Блекберн Роверз          | 3:1          | Борнмут                 |
| 2 січня               | Астон Вілла              | 1:1          | Бристоль Роверз         |
| 20 січня Перегравання | Бристоль Роверз          | 0:3          | Астон Вілла             |
| 3 січня               | Ноттінгем Форест         | 2:1          | Саутгемптон             |
| 4 січня               | Квінз Парк Рейнджерс     | 3:0          | Свіндон Таун            |
| 5 січня               | Манчестер Юнайтед        | 2:0          | Бері                    |
| 12 січня              | Ноттс Каунті             | 0:2          | Сандерленд              |
| 12 січня              | Нортгемптон Таун         | 0:1          | Ротергем Юнайтед        |
| 12 січня              | Іпсвіч Таун              | 3:1          | Плімут Аргайл           |
| 12 січня              | Кру Александра           | 3:1          | Мерайн                  |
| 13 січня              | Саутенд Юнайтед          | 1:0          | Міллволл                |
| 13 січня              | Норвіч Сіті              | 1:0          | Ковентрі Сіті           |
| 13 січня              | Мідлсбро                 | 2:1          | Челсі                   |
| 13 січня              | Лестер Сіті              | 2:2          | Барнслі                 |
| 20 січня Перегравання | Барнслі                  | 1:1 пен. 5:4 | Лестер Сіті             |
| 13 січня              | Кембридж Юнайтед         | 1:2          | Шеффілд Венсдей         |
| 19 січня              | Лутон Таун               | 2:0          | Бристоль Сіті           |

## Четвертий раунд
У цьому раунді зіграли переможці попереднього етапу.
| Дата                  | Господарі               | Рахунок      | Гості                    |
| --------------------- | ----------------------- | ------------ | ------------------------ |
| 23 січня              | Транмер Роверз          | 1:2          | Іпсвіч Таун              |
| 23 січня              | Шеффілд Юнайтед         | 1:0          | Гартліпул Юнайтед        |
| 23 січня              | Ротергем Юнайтед        | 1:1          | Ньюкасл Юнайтед          |
| 3 лютого Перегравання | Ньюкасл Юнайтед         | 2:0          | Ротергем Юнайтед         |
| 23 січня              | Квінз Парк Рейнджерс    | 1:2          | Манчестер Сіті           |
| 23 січня              | Ноттінгем Форест        | 1:1          | Мідлсбро                 |
| 3 лютого Перегравання | Мідлсбро                | 0:3          | Ноттінгем Форест         |
| 23 січня              | Манчестер Юнайтед       | 1:0          | Брайтон енд Гоув Альбіон |
| 23 січня              | Лутон Таун              | 1:5          | Дербі Каунті             |
| 23 січня              | Гаддерсфілд Таун        | 1:2          | Саутенд Юнайтед          |
| 23 січня              | Кру Александра          | 0:3          | Блекберн Роверз          |
| 23 січня              | Астон Вілла             | 1:1          | Вімблдон                 |
| 3 лютого Перегравання | Вімблдон                | 0:0 пен. 6:5 | Астон Вілла              |
| 24 січня              | Вулвергемптон Вондерерз | 0:2          | Болтон Вондерерз         |
| 24 січня              | Шеффілд Венсдей         | 1:0          | Сандерленд               |
| 24 січня              | Норвіч Сіті             | 0:2          | Тоттенгем Готспур        |
| 24 січня              | Барнслі                 | 4:1          | Вест Гем Юнайтед         |
| 25 січня              | Арсенал                 | 2:2          | Лідс Юнайтед             |
| 3 лютого Перегравання | Лідс Юнайтед            | 2:3          | Арсенал                  |
| 2 лютого              | Свонсі Сіті             | 0:0          | Грімсбі Таун             |
| 9 лютого Перегравання | Грімсбі Таун            | 2:0          | Свонсі Сіті              |

## П'ятий раунд
На цьому етапі зіграли переможці попереднього раунду.
| Дата      | Господарі         | Рахунок | Гості             |
| --------- | ----------------- | ------- | ----------------- |
| 13 лютого | Шеффілд Венсдей   | 2:0     | Саутенд Юнайтед   |
| 13 лютого | Манчестер Сіті    | 2:0     | Барнслі           |
| 13 лютого | Іпсвіч Таун       | 4:0     | Грімсбі Таун      |
| 13 лютого | Дербі Каунті      | 3:1     | Болтон Вондерерз  |
| 13 лютого | Блекберн Роверз   | 1:0     | Ньюкасл Юнайтед   |
| 13 лютого | Арсенал           | 2:0     | Ноттінгем Форест  |
| 14 лютого | Тоттенгем Готспур | 3:2     | Вімблдон          |
| 14 лютого | Шеффілд Юнайтед   | 2:1     | Манчестер Юнайтед |

## Шостий раунд
На цьому етапі зіграли переможці попереднього раунду.
| Дата                    | Господарі       | Рахунок      | Гості             |
| ----------------------- | --------------- | ------------ | ----------------- |
| 6 березня               | Іпсвіч Таун     | 2:4          | Арсенал           |
| 6 березня               | Блекберн Роверз | 0:0          | Шеффілд Юнайтед   |
| 16 березня Перегравання | Шеффілд Юнайтед | 2:2 пен. 5:3 | Блекберн Роверз   |
| 7 березня               | Манчестер Сіті  | 2:4          | Тоттенгем Готспур |
| 8 березня               | Дербі Каунті    | 3:3          | Шеффілд Венсдей   |
| 17 березня Перегравання | Шеффілд Венсдей | 1:0          | Дербі Каунті      |

## Півфінали
У півфіналах зіграли команди, що перемогли на попередньому етапі.
| Дата     | Господарі       | Рахунок | Гості             |
| -------- | --------------- | ------- | ----------------- |
| 3 квітня | Шеффілд Венсдей | 2:1     | Шеффілд Юнайтед   |
| 4 квітня | Арсенал         | 4:1     | Тоттенгем Готспур |

## Фінал
| 15 травня 1993 15:00 BST |

| «Арсенал» | 1–1 (дч) | «Шеффілд Венсдей» |
| --------- | -------- | ----------------- |
| Райт 20'  | Протокол | Герст 61'         |

| «Вемблі», Лондон Глядачів: 79 347 Арбітр: Керен Барратт |

Перегравання
| 20 травня 1993 20:30 BST |

| «Арсенал»             | 2–1 (дч) | «Шеффілд Венсдей» |
| --------------------- | -------- | ----------------- |
| Райт 34' Лініген 119' | Протокол | Водл 68'          |

| «Вемблі», Лондон Глядачів: 62 267 Арбітр: Керен Барратт |